# 血桐真綏蟎
血桐真綏蟎（Euseius macaranga）為植綏蟎科真綏蟎屬下的一個種。

## 物種描述
雌蟲背板（Dorsal shield）光滑，遠小於軀體（idiosoma），外緣鋸齒，背面除中央部份之外有網狀紋路。背板上具六對孔（solenostomes）及七對隙孔（lyrifissure）。背毛（setae）19對，柔順，除z5部分些微鋸齒。氣門溝（Peritreme）於延伸逾z2位置，氣門溝板（peritrematic shield）輕微骨化，且有網狀紋路，上有一對孔洞（solenostomes）。
胸板（Sternal shield）寬扁狀，上有三對綱毛，光滑且後緣凹入。胸後小板（Metasternal  platelets）水滴狀，伴有一對後胸毛（metasternal setae）。生殖板光滑，上有一對生殖毛。腹肛板（ventrianal shield）成光滑花瓶狀，肛門有三對肛前毛。螯肢上動趾一齒，定趾三齒。受精囊盞成號角狀。
雄蟲的型態與雌蟲大致相同，腹肛板（ventrianal shield）有三對肛前毛。擔精趾（Spermatodactyl）成L狀，軸約 13-18 μm 長，足跟退化，足長 5 μm。

## 分布及棲地
本物種目前僅發現於台灣。

## 發現過程
本種由台灣學者廖治榮首次於高雄西子灣發現，後於台灣各地的血桐上發現。

## 命名語源
本物種種小名命名自其最常見的寄主植物血桐（Macaranga tanarius）。